# Miguel Mir

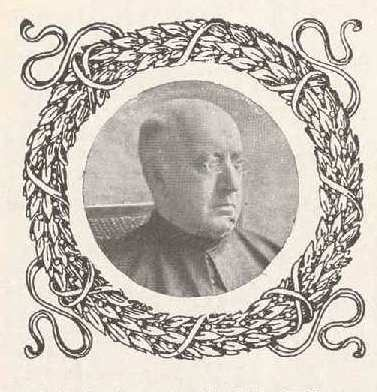
Miguel Mir, Álbum de "Blanco y Negro". Españoles ilustres de principios del siglo XX, Madrid, 1904. Biblioteca Nacional de España.

Miguel Mir y Noguera (Palma, 1841-Madrid, 1912) fue un sacerdote católico, escritor y profesor de humanidades español, académico y secretario perpetuo de la Real Academia Española. Miembro de la Compañía de Jesús, en 1891 obtuvo permiso para desligarse de la orden de la que se convirtió en feroz adversario y contra la que escribió Los jesuitas de puertas adentro (Barcelona, 1896) e Historia interna documentada de la Compañía de Jesús (2 volúmenes, Madrid, 1913).

## Biografía
Siguiendo a su hermano Juan, que llegaría a ser célebre filólogo y erudito, ingresó en 1857 en la Compañía de Jesús. Cursó estudios de humanidades en Loyola, donde tuvo como profesor al padre Fidel Fita. De 1863 a 1868 fue profesor sucesivamente en los colegios de Loyola y Burgos y en el seminario de Salamanca. Al estallar la Revolución de 1868 se vio obligado a marchar a Inglaterra, donde cursó tres años de teología y recibió la ordenación sacerdotal. Pudo volver a España en 1871, estableciéndose en Madrid, donde comenzó a preparar la traducción y edición de las cartas de san Ignacio de Loyola junto con sus antiguos profesores, los padres Juan José de la Torre y Antonio Cabré, con los que no tardó en tener algunas diferencias. En 1886 fue elegido académico de la lengua, pero antes de tomar posesión con la lectura del discurso titulado El estado o punto de perfección a que lograron levantar la lengua española los autores de los dos últimos tercios del siglo XVI y primero del XVII, al que daría contestación Marcelino Menéndez Pelayo, fue trasladado por sus superiores a Zaragoza. Mir acató el traslado a regañadientes, mas ya en 1888, tras verse obligado a realizar ejercicios espirituales en Veruela, pidió autorización para salir de la Compañía, lo que le fue concedido tres años más tarde.

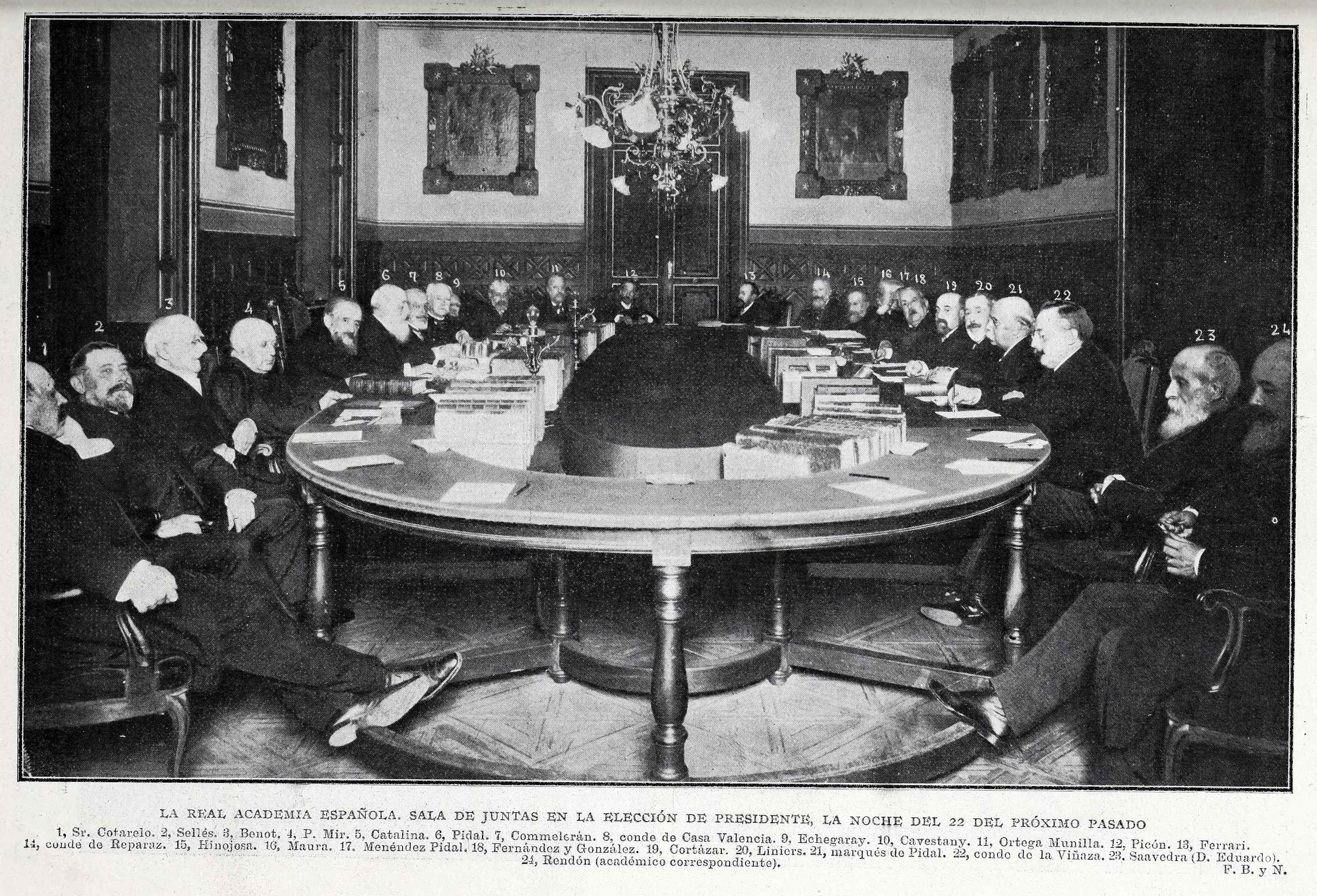
Sala de juntas de la Real Academia Española en la elección de presidente de la noche del 22 de noviembre de 1906. Mir es el cuarto por la izquierda.

Sus últimos años, en los que ejerció como secretario perpetuo de la Real Academia Española, los dedicó a reunir documentación contra su antigua orden, estudios recogidos en la Historia interna documentada de la Compañía de Jesús, que no llegó a ver publicada al serle denegado el imprimátur y que solo salió a la luz un año después de su muerte, sin descuidar la edición de obras de autores espirituales españoles y los escritos apologéticos en defensa de la doctrina católica, en los que hizo valer sus dotes de polemista. Obra destacada, en este orden, fue el ensayo Harmonía entre la ciencia y la fe (1885), traducido a diversas lenguas, que pretendía ser una refutación de la traducción de la obra de John William Draper Historia de los conflictos entre la Religión y la Ciencia, publicada en España con un prólogo de Nicolás Salmerón. El ensayo del padre Mir se unía a los escritos redactados con el mismo fin por otros varios apologistas católicos, sin embargo y a pesar de discutir el darwinismo, se apartaba de ellos al afirmar que no veía razones dogmáticas o escriturísticas en las que basar el rechazo del evolucionismo. Fruto de sus ediciones y de los estudios consagrados a los escritores religiosos españoles serán, entre otros, el tomo I de los Escritores místicos españoles (1911), con las obras de Hernando de Talavera, Alejo Venegas, Francisco de Osuna y Alfonso de Madrid, y un importante trabajo dedicado a Teresa de Jesús (Santa Teresa de Jesús, su vida, su espíritu, sus fundaciones, 1912).
En elogio de su prosa Marcelino Menéndez Pelayo escribió:

En la prosa del P. Mir parece que revive el abundante y lácteo estilo de nuestros mejores prosistas. Sin dejar de ser didáctica, su elocuencia es animada y viva, como si quisiera persuadir y vencer a un tiempo el corazón y la inteligencia. Siempre lúcido, terso y acicalado, pero exento de relamido artificio [...] Lauro es este de la lengua y del estilo, que el padre Mir alcanza solo o casi solo entre nuestros escritores de asuntos filosóficos en este siglo. A todos les ha dañado más o menos la falta de sentido artístico y el no haber educado su gusto y su oído con los ascéticos de la edad de oro.